# Odontocheila
Odontocheila is een geslacht van kevers uit de familie Carabidae, de loopkevers.

## Soorten
- Odontocheila amabilis Chaudoir, 1860
- Odontocheila angulipenis W. Horn, 1933
- Odontocheila annulicornis Brulle, 1837
- Odontocheila atripes Rivalier, 1970
- Odontocheila baeri Fleutiaux, 1903
- Odontocheila batesii Chaudoir, 1860
- Odontocheila camposi W. Horn, 1925
- Odontocheila camuramandibula Huber, 1999
- Odontocheila cayennensis (Fabricius, 1787)
- Odontocheila chiriquina Bates, 1887
- Odontocheila chrysis (Fabricius, 1801)
- Odontocheila cinctula Bates, 1883
- Odontocheila confusa (Dejean, 1825)
- Odontocheila cyanella Chaudoir, 1860
- Odontocheila cylindrica (Dejean, 1825)
- Odontocheila cylindricoflavescens W. Horn, 1922
- Odontocheila dilatoscapis Huber, 1999
- Odontocheila divergentehamulata W. Horn, 1929
- Odontocheila euryoides W. Horn, 1922
- Odontocheila exilis Bates, 1884
- Odontocheila eximia Lucas, 1857
- Odontocheila fulgens (Klug, 1834)
- Odontocheila gilli Johnson, 2000
- Odontocheila hamulipenis W. Horn, 1933
- Odontocheila howdeni Br. van Nidek, 1980
- Odontocheila ignita Chaudoir, 1863
- Odontocheila iodopleura Bates, 1872
- Odontocheila iodopleuroides Mandl, 1972
- Odontocheila jordani W. Horn, 1898
- Odontocheila luridipes (Dejean, 1825)
- Odontocheila marginata (Fischer, 1821)
- Odontocheila margineguttata (Dejean, 1825)
- Odontocheila marginilabris Erichson, 1847
- Odontocheila mexicana Castelnau, 1835
- Odontocheila molesta Br. van Nidek, 1957
- Odontocheila nicaraguensis Bates, 1874
- Odontocheila nigrotarsalis W. Horn, 1929
- Odontocheila nitidicollis (Dejean, 1825)
- Odontocheila nodicornis (Dejean, 1825)
- Odontocheila parallelaruga Huber, 1999
- Odontocheila quadrina Chevrolat, 1835
- Odontocheila rondoniana Huber, 2000
- Odontocheila rufiscapis Bates, 1874
- Odontocheila rutilans (Klug, 1834)
- Odontocheila salvini Bates, 1874
- Odontocheila scapularis W. Horn, 1896
- Odontocheila simulatrix W. Horn, 1894
- Odontocheila spinipennis Chaudoir, 1843
- Odontocheila sternbergi W. Horn, 1898
- Odontocheila suareziana Huber, 1999
- Odontocheila tawahka Johnson, 1996
- Odontocheila tricuspipenis W. Horn, 1933
- Odontocheila trilbyana Thomson, 1857
- Odontocheila vermiculata Bates, 1872
- Odontocheila yunga Huber, 1999